# Ian MacGregor (wielrenner)
Ian MacGregor (Nederland, 13 april 1983) is een Amerikaans voormalig professioneel wielrenner. Hij reed voor onder andere Team Slipstream en Kelly Benefit Strategies.
MacGregor werd tweemaal Amerikaans kampioen bij de beloften.

## Overwinningen
2004
 Amerikaans kampioen op de weg, Beloften
2005
 Amerikaans kampioen op de weg, Beloften
2007
5e etappe Tour de Beauce